# Cheese Cat-Astrophe Starring Speedy Gonzales
Cheese Cat-Astrophe Starring Speedy Gonzales — видеоигра в жанре платформер.

## Сюжет
Альтер эго кота Сильвестра по имени Dr. Cheesfinger проникает в деревню, где живёт мышонок Спиди Гонзалес, и похищает оттуда всех мышей, в том числе и возлюбленную Спиди. Одновременно с этим исчезает весь запас сыра. Теперь мышонку нужно отыскать похищенных товарищей, вернуть украденный сыр, а также спасти возлюбленную.

## Игровой процесс
Игровой процесс заключается в следующем. Мышонок Спиди Гонзалес перемещается по уровням, преодолевает препятствия, уничтожает врагов, собирает полезные предметы и решает различные головоломки. Задачей каждого уровня является отыскать нескольких «заложников» — мышей-соседей Спиди. После выполнения этой задачи открывается подземный ход на следующий уровень (отмечается стрелкой).
В качестве противников выступают разнообразные монстры (птицы, пауки, скорпионы, змеи, плотоядные растения и т. д.). Полезные предметы включают шляпы-сомбреро, стручки перца, сырные головы, дополнительные жизни и др. Также на уровнях иногда встречаются предметы, затрудняющие прохождение — например, если герой подберёт голову «несвежего» сыра, его скорость может существенно замедлиться, а высота и длина прыжков уменьшится.
Персонаж может уничтожать врагов прыжком сверху. Также есть возможность использовать лассо, чтобы забраться на возвышенность, или сомбреро, чтобы разбить ящик с заключённым внутри полезным предметом (такие ящики часто перекрывают норы в подземные ходы). Протагонист также способен быстро передвигаться и совершать длинные прыжки.
На некоторых уровнях располагаются своеобразные «телепорты». К примеру, на втором уровне герой может войти в пещеру в одном конце уровня, а выйти в другом.
На начало игры выдаётся 5 жизней. Их количество можно наблюдать на игровом интерфейсе, где также отображаются игровые очки и текущий уровень здоровья (индикатор выполнен в виде сырной головы, от которой при каждом повреждении «откусывается» некоторая часть).
Графически игра построена с применением двухмерной графики. Прокрутка игровых экранов осуществляется посредством горизонтального скроллинга.

## Оценки и мнения
| Сводный рейтинг    | Сводный рейтинг |
| Агрегатор          | Оценка          |
| ------------------ | --------------- |
| MobyRank           | 57/100          |
| Иноязычные издания |                 |
| Издание            | Оценка          |
| AllGame            | [ 4 ]           |
| EGM                | 22/40           |
| GamePro            | [ 5 ]           |
| Sega-16            | 5/10            |

Cheese Cat-Astrophe Starring Speedy Gonzales получила сдержанные отзывы от критиков. На сайте MobyGames средняя оценка составляет 57 баллов из 100 возможных. Рецензентам понравился красочный визуальный стиль, схожий с мультфильмами, но при этом они разочаровались в игре из-за отсутствия оригинальности в геймплее и наличия технических недочётов.